# 威爾氏樸麗魚
威爾氏樸麗魚，為輻鰭魚綱鱸形目隆頭魚亞目慈鯛科的其中一種，被IUCN列為易危保育類動物，分布於非洲維多利亞湖水域，棲息深度可達14公尺，體長可達10.5公分，棲息在泥底質或岩石底質水域，以藻類為食，生活習性不明。

## 擴展閱讀
維基物種上的相關：威爾氏樸麗魚